# Alimentación forzosa en Guantánamo

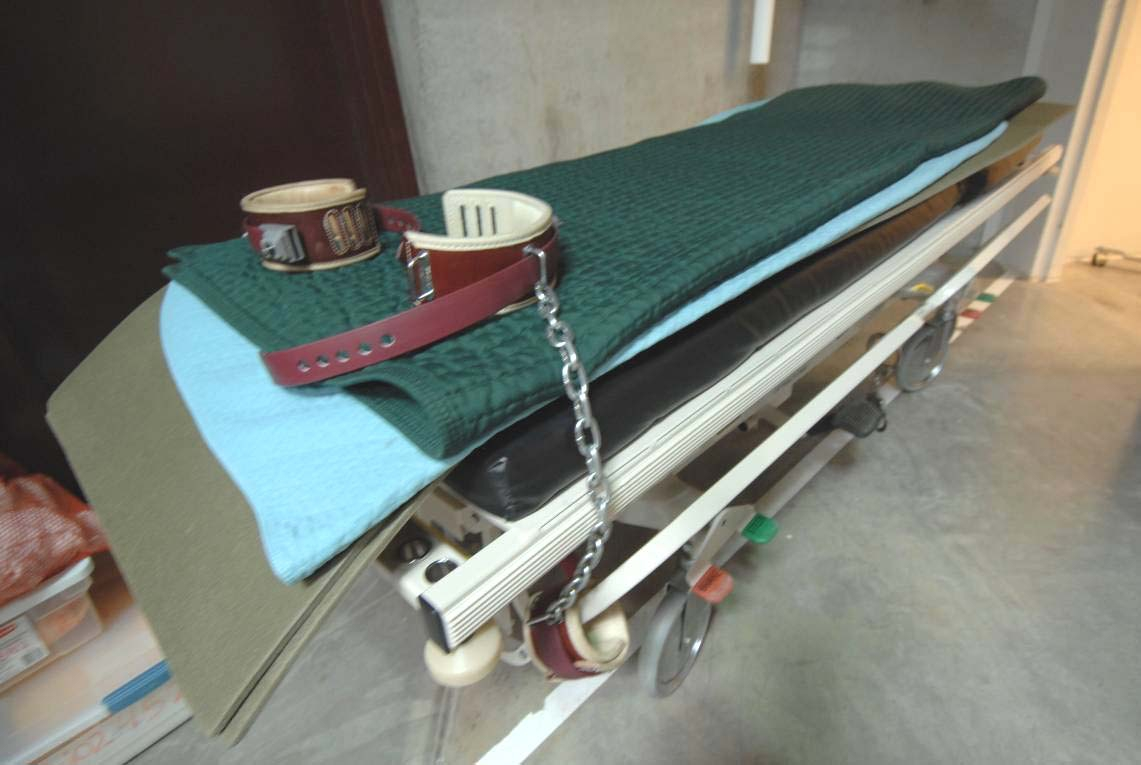
Cuando un detenido se salta nueve comidas, es sometido a alimentación forzada, para lo cual es atado a una cama o silla, el procedimiento de atar a los presos se utiliza también para todos los procedimientos médicos y dentales.

El programa de alimentación forzada de Guantánamo es la respuesta dada por las autoridades a las huelgas de hambre, tanto individuales como colectivas, que los detenidos que se encuentran en los campo de detención de Guantánamo han llevado a cabo.

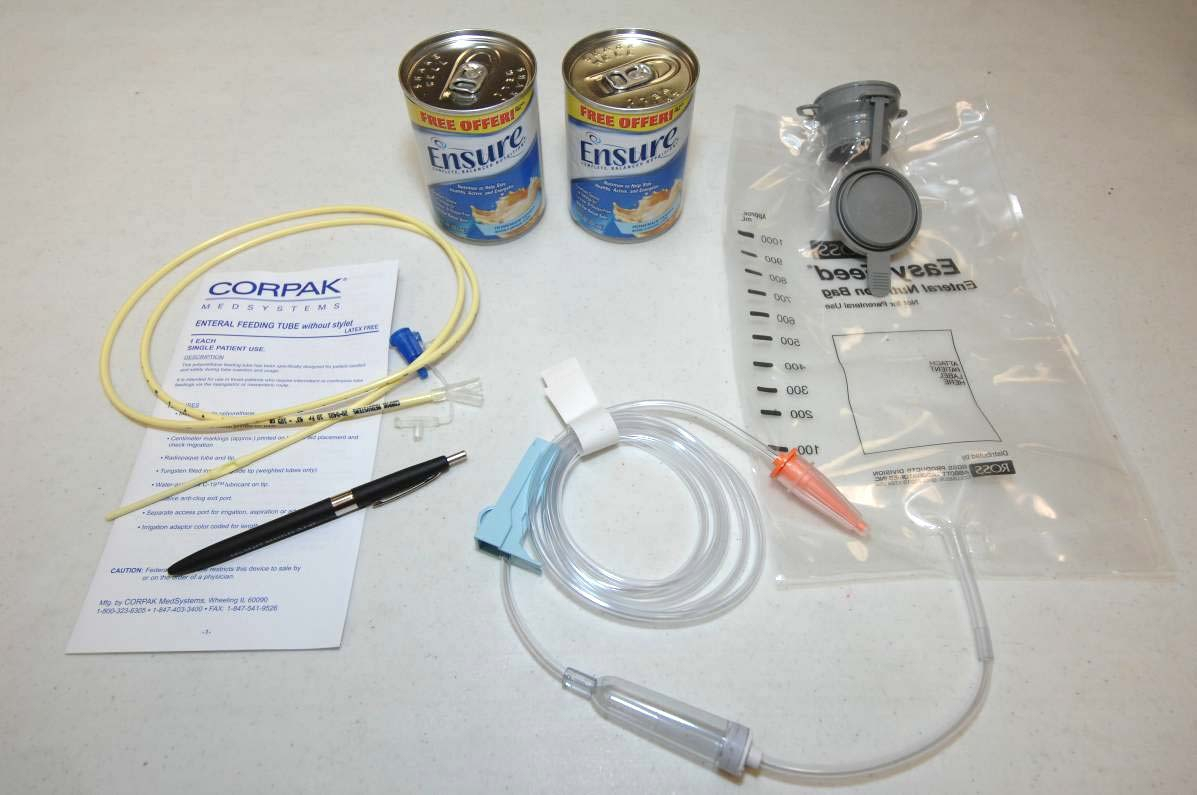
Kit de alimentación forzada en Guantánamo, mostrando sonda nasal, bolsa de alimentación por gravedad y líquido nutritivo.

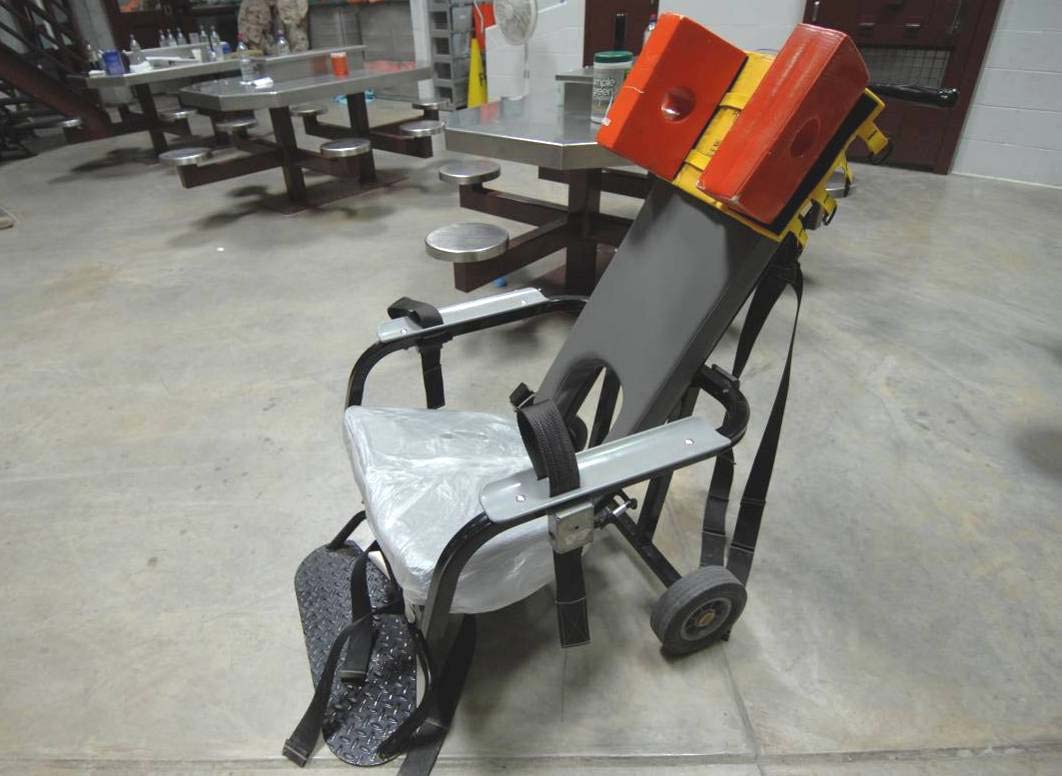
Silla utilizada para atar a los prisioneros mientras se le introducen los nutrientes por la fuerza, nótese que el asiento está recubierto con un plástico debido a que los presos son mantenidos atados sin permitírseles ir al baño, por lo que se ven obligados a orinarse y defecarse encima.

En 2005, el capitán John Edmonson, que era en aquel entonces el jefe médico de la base, afirmó que la alimentación forzada por vía nasal era el último recurso, utilizado únicamente cuando el asesoramiento a los detenidos fallaba y el índice de masa corporal del detenido bajaba por debajo de niveles saludables. De acuerdo con Edmonson, los detenidos normalmente cooperaban y era innecesario atar a los prisioneros. Según estas declaraciones, a los detenidos se les daban únicamente 1500 calorías al día.
Según Amnistía Internacional, relatores de derechos humanos de la ONU, antiguos presos y representantes de los detenidos, se amenaza a los presos que hacen huelga de hambre con largos periodos de aislamiento; se emplean procedimientos de alimentación dolorosos en los que los tubos nasales son introducidos y retirados de forma brutal; se efectúa una alimentación excesiva como medida represiva; se dan casos de hemorragias a consecuencia del procedimiento; se realizan retenciones en camas y sillas especiales, fuertemente atados de pies, manos, torso y frente; utilizando el procedimiento como una amenaza, advirtiendo, como medida cohercitiva, de lo doloroso que resulta. Los abogados de unos de los detenidos que participaba en las huelgas de hambre (Abdul Salam Al-Shehri) manifestaron que su defendido tenía dificultades para hablar debido a las lesiones provocadas por el procedimiento de alimentación forzosa.
El 29 de febrero de 2006, Richard G. Murphy Jr. y otros abogados del detenido Mohammad Bawazir registraron una reclamación en la que calificaban la alimentación forzosa como tortura. Los abogados acusaban a los militares de llevar a cabo la alimentación forzada, de forma innecesariamente dolorosa y humillante, para acabar con una huelga de hambre en la que en alquel momento participaban 100 detenidos extrajudiciales.
Existen antecedentes por parte del ejército norteamericano de utilización de la Alimentación forzada como medio de tortura, ya sea por la brutalidad con la que se lleva a cabo, por la ingesta de exceso de alimento, mediante la ingesta de alimentos prohibidos por la religión de la víctima (en  Abu Ghraib se obligó a comer cerdo a presos musulmanes) o alimentando a presos en periodos prohibidos por su religión (ramadán).
En 2006, fueron enviadas a Guantánamo 25 sillas de alimentación forzada, además de existir camas debidamente modificadas para realizar el procedimiento, a pesar de que la ONU declaró que las técnicas de alimentación forzada empleadas eran equivalentes a tortura, y que un informe de agosto de 2007 del "Journal of the American Medical Association" calificó la práctica de la alimentación forzada como una "violación de la Convención de Ginebra, de las leyes internacionales de derechos humanos y de la ética médica", algunos detenidos han sido sometidos a alimentación forzada durante años.
Esta política llevada a cabo para tratar con las huelgas de hambre en los campos de detención, en las que llegaron a participar 200 presos, se ha realizado, supuestamente, por prescripción médica, cuando los médicos de Estados Unidos de América están obligados a no hacerlo por el artículo 5 de la declaración de Tokio de 1975, que establece que: 

En el caso de un prisionero que rechace alimentos y a quien el médico considera capaz de comprender racional y sanamente las consecuencias de dicho rechazo voluntario de alimentación, no deberá ser alimentado artificialmente. La decisión sobre la capacidad racional del prisionero debe ser confirmada al menos por otro médico ajeno al caso. El médico deberá explicar al prisionero las consecuencias de su rechazo a alimentarse
 Declaración de Tokio de la Asociación Médica Mundial. 29ª Asamblea Médica Mundial, Tokio, Japón, octubre 10, 1975.